# 김재열 (기업인)
김재열(金載烈, 1968년 10월 14일~)은 대한민국의 기업인으로, 제일기획 스포츠사업총괄 사장이다. 대한빙상경기연맹 회장을 역임하고 있다. 또한 제2대 부통령 인촌 김성수의 증손자로 아내는 삼성물산, 제일기획의 경영자이자 이건희의 차녀 이서현이다. 국제빙상경기연맹(ISU) 회장, 국제올림픽위원회(IOC) 위원이다.

## 학력
- 경기초등학교 졸업
- 청운중학교 졸업
- 경기고등학교 졸업
- 웨슬리언 대학교 국제정치학 학사
- 존스 홉킨스 대학교 SAIS 국제정치학 석사
- 스탠퍼드 대학교 경영대학원 경영학 석사

## 경력

### 타경력
- 2000년~2001년: 미국e베이 근무
- 2011년 3월~2016년 7월: 대한빙상경기연맹 회장
- 2011년 10월~2018년 3월: 2018 평창 동계 올림픽 조직위원회 부위원장
- 2013년 10월~2014년 2월: 제22회 소치 동계올림픽 대한민국선수단 단장
- 2014년 11월~2018년 7월: 2018 자카르타 아시아경기대회 아시아 올림픽 평의회(OCA) 위원
- 2015년 1월~2017년 2월: 2017 삿포로 동계아시아경기대회 아시아올림픽평의회(OCA) 위원
- 2016년 2월~2022년 2월: 2022 베이징 동계올림픽 국제올림픽위원회(IOC) 조정위원회 위원
- 2016년 6월~2022년 6월: 국제빙상경기연맹(ISU) 집행위원
- 2022년 6월~: 국제빙상경기연맹(ISU) 회장
- 밀라노 코르티나 동계올림픽 국제올림픽위원회(IOC) 조정위원회 위원
- 2023년 10월~: 국제올림픽위원회(IOC) 위원
- 2023년 11월: 2024 강원동계청소년올림픽대회 조직위원회 자문위원
- 2024년 7월~: 국제올림픽위원회 IOC Digital Engagement and Marketing Communications 분과 위원
- 대한체육회 이사

### 삼성
- 2002년 제일기획: 상무보
- 2004년 제일모직: 전략기획실 경영기획담당 상무
- 2005년~2009년 1월: 제일모직 경영관리실 경영기획담당 상무
- 2009년 1월: 제일모직 경영관리실 경영기획담당 전무
- 2010년 12월~2011년 2월: 제일모직 부사장
- 2011년 3월~2011년 12월: 제일모직 사장
- 2011년 12월~2014년 12월: 삼성엔지니어링 경영기획총괄 사장
- 2014년 3월: 수원삼성 블루윙즈 구단주
- 2014년 12월~2018년 12월: 제일기획 스포츠사업총괄 사장
- 2018년 12월~2020년 12월: 삼성경제연구소 스포츠마케팅 연구부문 사장
- 2020년 12월~2022년 12월: 삼성경제연구소 글로벌전략실 실장, 사장
- 2022년 12월~: 삼성글로벌리서치 글로벌전략실장, 사장

## 가족
- 증조할아버지: 김성수(1891년 10월 11일~1955년 2월 18일)
- 증조할머니: 고광석(1886년~1919년)
  - 할아버지: 김상만(1910년 1월 19일~1994년 1월 26일)
  - 할머니: 고현남(미상)
    - 아버지: 김병관(1934년~2008년)
    - 어머니: 안경희(1939년~2001년)
    - 형님: 김재호
    - 누나: 김태령
    - 배우자: 이서현
      - 자녀: 4명

    - 장인어른: 이건희(1942년~2020년)
    - 장모님: 홍라희

## 서훈
- 체육훈장 맹호장
- IOC훈장 은장

## 같이 보기
- 동아일보
- 2014 소치 동계올림픽
- 2018 평창 동계올림픽 조직위원회